# Szlak Jury Wieluńskiej

Szlak Jury Wieluńskiej – czerwony szlak turystyczny z Częstochowy do Wielunia. Stanowi przedłużenie Szlaku Orlich Gniazd. W większości znajduje się na Wyżynie Wieluńskiej, długimi fragmentami biegnie wzdłuż Warty.

## Opis szlaku
Najczęściej podawana długość szlaku wynosi 113 km, choć w niektórych źródłach można znaleźć inne wartości (112 km, 106,5 km). Stanowi przedłużenie Szlaku Orlich Gniazd – oba szlaki są znakowane kolorem czerwonym i mają wspólny początek na Starym Rynku w Częstochowie. Szlak Jury Wieluńskiej ma jednak inną specyfikę. Nie ma przy nim „Orlich Gniazd”, a przebieg szlaku jest łagodniejszy. W większości znajduje się na Wyżynie Wieluńskiej. W rejonie tym występują rozmaite formy krasowe. Przebiega głównie przez lasy, pola, łąki oraz niewielkie miejscowości. Suma podejść na całym szlaku, idąc od Częstochowy, wynosi około 700 m.
Od Częstochowy do Mstowa szlak przebiega przez rejon Mirowskiego Przełomu Warty. Następnie opuszcza dolinę Warty, przechodząc między innymi przez Kruszynę i Prusicko. Od Ważnych Młynów ponownie biegnie wzdłuż Warty. Za Działoszynem rozpoczyna się szczególnie malowniczy odcinek szlaku, znajdujący się na obszarze Załęczańskiego Parku Krajobrazowego. W okolicach Bieńca szlak ostatecznie opuszcza Wartę i prowadzi przez Rudę do Wielunia, gdzie kończy się obok przystanku kolejowego.
Projekt szlaku został opracowany w latach 1956–1957 przez Janusza Brandysa. Szlak wytyczono w latach 1959–1967.

## Przebieg szlaku

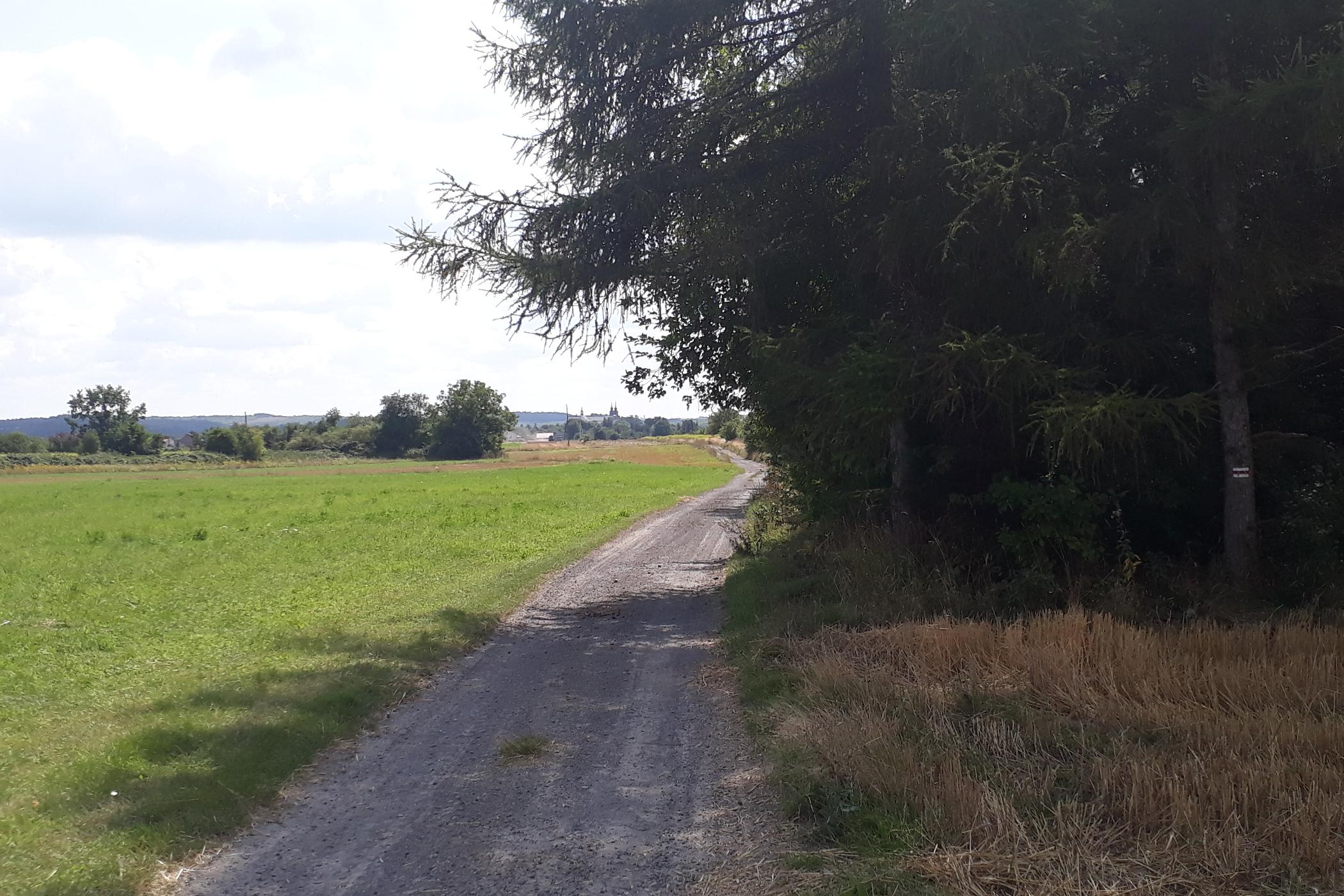
Szlak Jury Wieluńskiej w okolicach Cegielni. Na horyzoncie widoczne wieże klasztoru w Mstowie

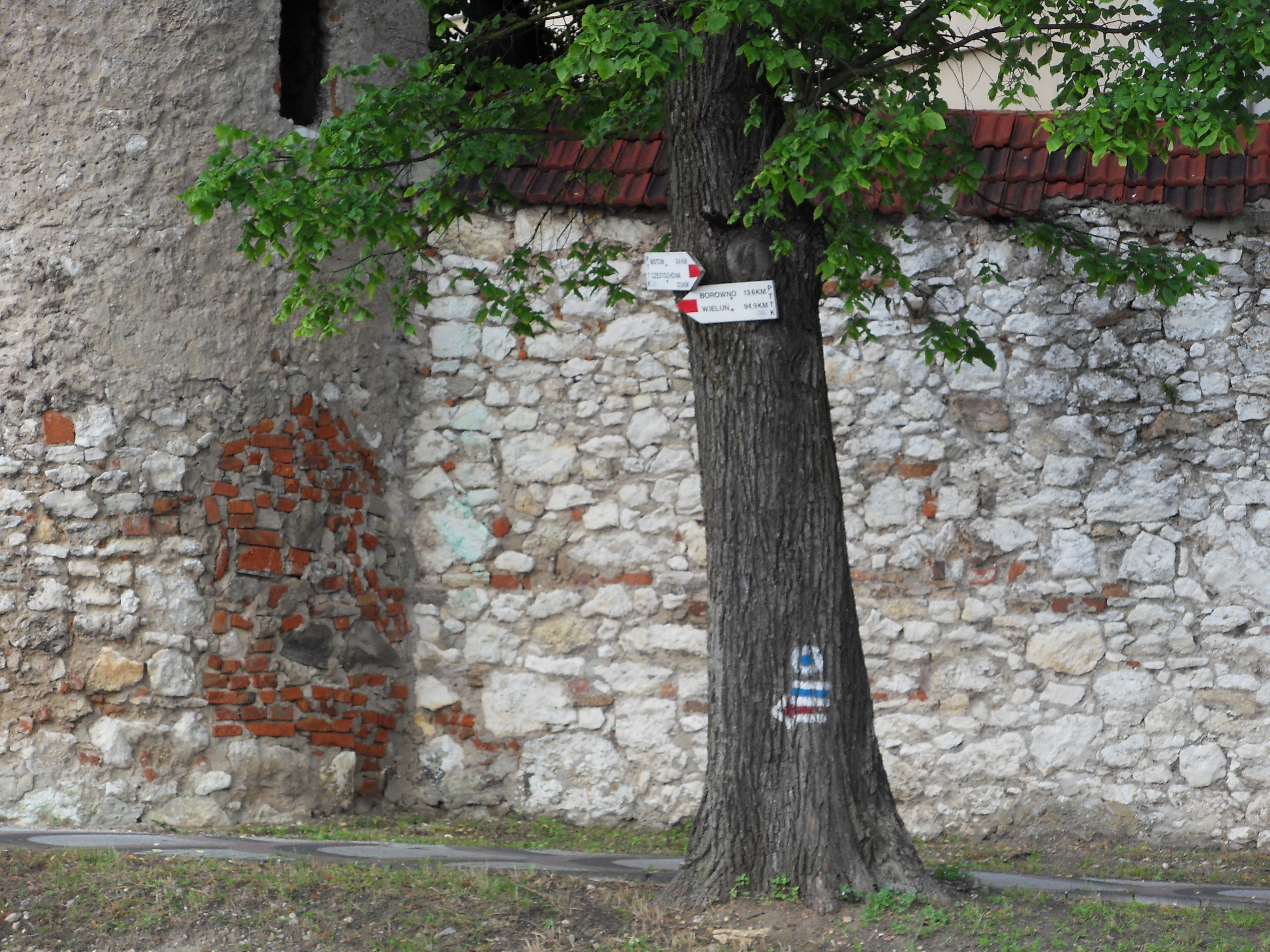
Szlak przy murach klasztoru w Mstowie, węzeł ze Szlakiem Warowni Jurajskich

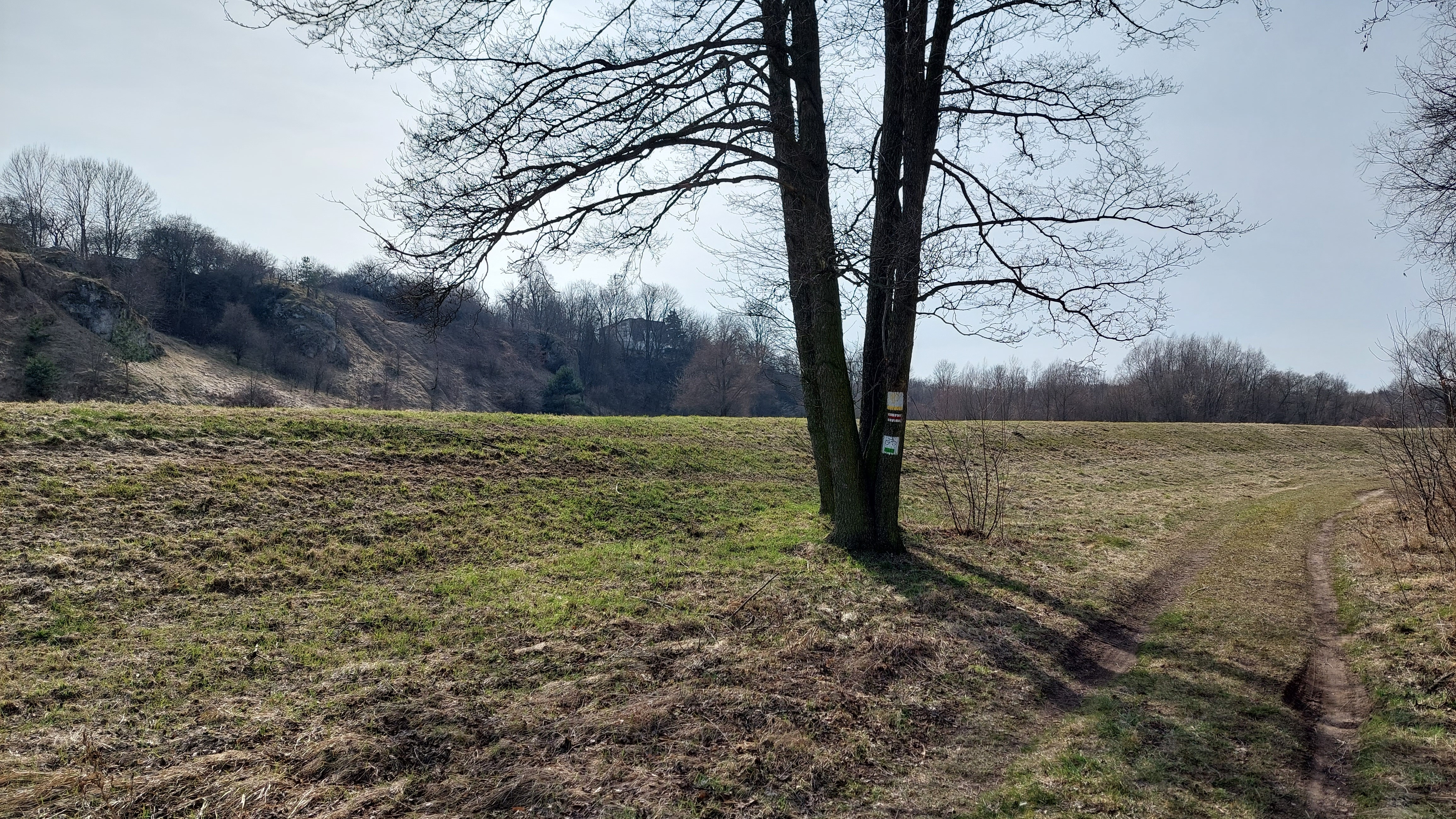
Szlak w Częstochowie, na dalszym planie widoczna skarpa w Mirowie

| Odległość | Miejsce                    | Atrakcje                                             | Skrzyżowania szlaków                        |
| --------- | -------------------------- | ---------------------------------------------------- | ------------------------------------------- |
| 0 km      | Częstochowa – Stary Rynek  | kościół św. Zygmunta                                 | Szlak Orlich Gniazd                         |
| 9 km      | Częstochowa – Mirów        | skarpa w Mirowie                                     |                                             |
| 12 km     | Siedlec – Przeprośna Górka | sanktuarium św. Ojca Pio · grodzisko Gąszczyk        |                                             |
| 15 km     | Mstów                      | sanktuarium Matki Boskiej Mstowskiej Miłosierdzia    | Szlak Warowni Jurajskich                    |
| 29 km     | Borowno                    | kościół św. Wawrzyńca · kolumna Denhoffów            |                                             |
| 33 km     | Kruszyna                   | park pałacowy · kościół św. Macieja Apostoła         |                                             |
| 44 km     | Prusicko                   |                                                      |                                             |
| 48 km     | Ważne Młyny                |                                                      |                                             |
| 62 km     | Wąsosz Górny               |                                                      | Zielony Szlak Kłobucki                      |
| 75 km     | Działoszyn                 |                                                      | Szlak Przełomu Warty przez Wyżynę Wieluńską |
|           | Raciszyn                   | stare piece wapienne                                 |                                             |
| 78 km     | Lisowice                   |                                                      |                                             |
| 82 km     | Rezerwat przyrody Węże     | Góra Zelce · jaskinie, m.in. Stalagmitowa i Za Kratą | Szlak Rezerwatów Przyrody                   |
| 86 km     | Troniny                    | wywierzysko Granatowe Źródła                         |                                             |
| 88 km     | Stara Wieś                 |                                                      |                                             |
| 90 km     | Załęcze Wielkie            |                                                      |                                             |
| 93 km     | Kępowizna                  |                                                      |                                             |
| 95 km     | Bieniec                    |                                                      | Szlak Kurhanów Książęcych                   |
| 100 km    | Łaszew                     | kościół typu wieluńskiego                            |                                             |
| 102 km    | Strugi                     |                                                      |                                             |
| 107 km    | Ruda                       | kościół św. Wojciecha                                |                                             |
| 113 km    | Wieluń                     | kościół i klasztor Reformatów                        |                                             |

### Zmiany przebiegu
Na przestrzeni lat przebieg szlaku ulegał pewnym korektom:
- Częstochowski odcinek szlaku (między Starym Rynkiem a mostem w Mirowie) dawniej przebiegał ulicą Warszawską (mijając między innymi przystanek kolejowy w Aniołowie), ulicą Batalionów Chłopskich oraz przez las w Jaskrowie[1][20]. Po zmianie przebiegu prowadzi wzdłuż Warty, poza zwartą zabudową[7], w pobliżu wzgórz Rodzik i Sołek[16].
- Odcinek między Kępowizną a Bieńcem dawniej przebiegał ścieżką z dwiema kładkami, a nie asfaltową drogą[1].
- W Działoszynie szlak dawniej przebiegał przez centrum miasta[21], obecnie je omija[9].